# Alfonso Esparza Oteo
Alfonso Esparza Oteo (* 2. August 1894 in Aguascalientes; † 31. Januar 1950 in Mexiko-Stadt) war ein  mexikanischer Komponist, Pianist und Sänger.

## Leben und Wirken
Esparza erhielt seinen ersten Musikunterricht von seinem Vater Luis R. Esparza und studierte dann am Institut von Fermín Ramírez bei Juan María Cisneros, Arnulfo Miramontes und Manuel María Ponce Klavier, Orgel, Gesang und Komposition. 1912 trat er als Klavierimprovisator am Teatro Actualidades auf, und im gleichen Jahr wurde er Organist an der Kirche San José. Ab 1914 beteiligte er sich unter General Pancho Villa an der Mexikanischen Revolution und erlangte innerhalb von zwei Jahren den Grad eines Majors.
Mit der Aufführung seiner ersten eigenen Komposition, des Foxtrotts Plenitud an der Escuela de Artes y Oficios in Aguascalientes kehrte Esparza 1917 zur Musik zurück. Ab 1919 lebte er in Mexiko-Stadt, wo 1920 am Teatro Lirico sein berühmtestes Lied, Un Viejo Amor, nach einem Text von Adolfo Fernández Bustamante aufgeführt wurde. Präsident Álvaro Obregón ernannte ihn im gleichen Jahr zum Direktor des Orquesta Típica Presidencial. Als dieses von Obregóns Nachfolger Plutarco Elías Calles aufgelöst wurde, gründete Esparza ein eigenes Orchester.
Er unternahm mehrere Konzertreisen durch Mexiko, auf denen er sich als Komponist und Pianist präsentierte, und bildete mit Miguel Lerdo de Tejada, Tata Nacho und Mario Talavera das Quartett Los Ases de la Canción. Er fungierte als künstlerischer Leiter der Casa Wagner, Direktor der Southern Music Co., künstlerischer Leiter des Rundfunksenders XEB und Programmdirektor bei XEW. Außerdem war er Mitbegründer und erster Generalsekretär des Sindicato de Autores, Compositores y Editores Mexicanos, wenig später auch der Sociedad de Autores y Compositores de México.
Zu seinen bekanntesten Liedern gehören Te He de Querer, Te Vengo a Decir Adiós, Albur de Amor, Cenizas de Olvido, La Chaparrita, Déjame Llorar, No Vuelvo a Amar, El Quelite, Estrellita Marinera, Juan Colorado, La India Bonita, Hermosas Fuentes, Golondrina Mensajera, Estambul, Pajarillo Barranqueño und Un Viejo Amor. Sie wurden von namhaften Musikern wie Néstor Mesta Chayres, Pedro Vargas, Libertad Lamarque, Luis Pérez Meza, Alejandro Rivera, Hermanas Águila, Hermanas Padilla, Hermanas Hernández, Tito Schipa, Alfredo Sadel, Carlos Almenar Otero, Alfredo Kraus, Juan Pulido, Hermanas Huerta, Pilar Arcos, Guty Cárdenas, Emilio Tuero, Lorenzo Barcelata, Josefina Chacha Aguilar, Pedro Infante, Javier Solís, Jorge Negrete, Ana Gabriel, Cuco Sánchez, Héctor Palacios, Alfonso Ortiz Tirado, Juan Arvizu, José Moriche, Ernestina Garfias, Jorge Añez, Alcides Briceño, Margarita Cuero, Eduardo Solís, Elena Ehlers, Jorge Macías, Los Panchos und Tomás Morato. Viele seiner Songs wurden auch als Filmmusiken verwendet.